# إليزابيث تومسون (فنانة)
إليزابيث تومسون (بالإنجليزية: Elizabeth Thomson)‏ هي رسامة نيوزيلندية، ولدت في 1955 في Titirangi ‏ في نيوزيلندا.